# Penseel

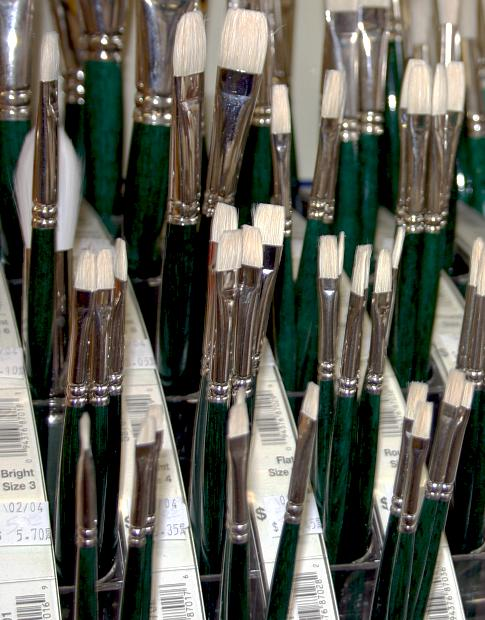
Schilderskwasten van varkenshaar

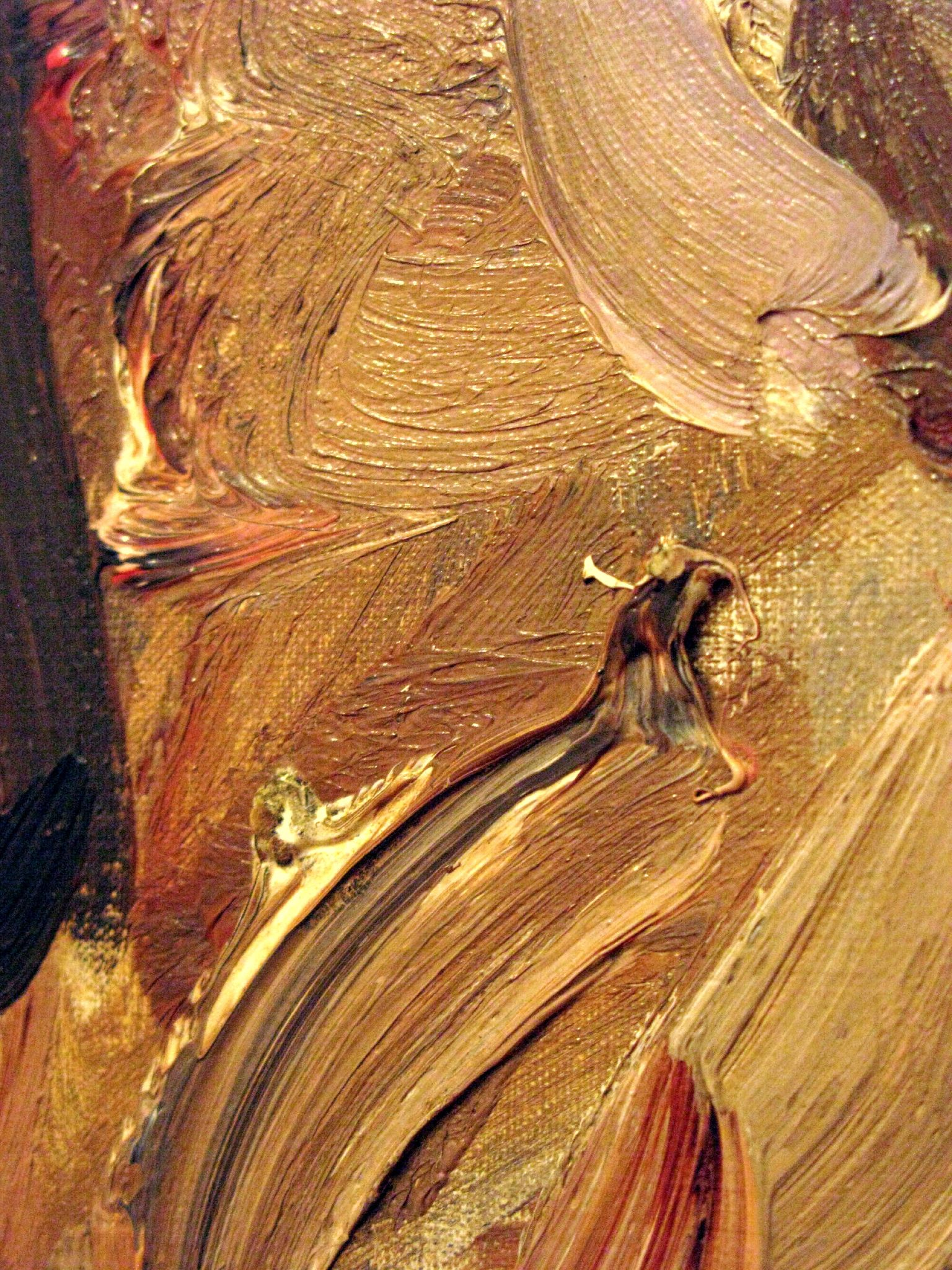
Penseelstreken

Een penseel is een stuk gereedschap dat door kunstschilders wordt gebruikt voor het aanbrengen van olieverf, aquarelverf, gouache of acryl. Het verschil tussen een penseel en een kwast is dat voor een penseel zacht en soepel haar, bijvoorbeeld marterhaar, wordt gebruikt. Kwasten worden meestal gemaakt van varkenshaar. Kwasten zijn daardoor stugger, en bij gebruik van kwasten blijft de verfstreek beter zichtbaar.

## Gebruik en schoonmaken
De stelen van penselen voor olieverfschilderijen zijn lang, om te aquarelleren gebruikt men penselen met een korte steel. Terwijl een olieverfschilder vaak aan vele penselen behoefte heeft, heeft een aquarellist meestal genoeg aan één dik, puntig penseel.
De olieverfschilder heeft vaak meerdere penselen in de hand, elk voor een iets verschillende kleur. Handig is bijvoorbeeld aparte penselen te gebruiken voor licht/donker, of voor warme en koude kleuren. Het voordeel van meerdere penselen is dat deze niet telkens schoongemaakt hoeven te worden, hetgeen vrij omslachtig is bij gebruik van terpentine. Een aquarellist maakt het penseel in een enkele beweging in ruim schoon water schoon.
Voor acrylverf is het weer anders. Omdat opgedroogde acrylverf niet meer verwijderd kan worden, zal een acrylschilder de penselen snel in water hangen.
Maak in elk geval aan het eind van een schildersessie de gebruikte penselen goed schoon. Voor olieverf het penseel eerst goed afvegen en daarna uitspoelen in terpentine en uitknijpen. Daarna worden de penselen met handzeep of kernzeep en warm water schoongemaakt, totdat alle resten pigment zijn verdwenen. Draai rondjes in de holte van de hand, die gevuld is met zeep. Bij gebruik van giftige pigmenten, zoals cadmiumkleuren, kan contact met de huid echter beter vermeden worden. Strijk na het schoonmaken de haren in het oorspronkelijke model en laat het penseel op zijn kop drogen. Als een penseel met de haren naar beneden staat, gaan de haren uit elkaar staan en kun je er niet goed meer mee schilderen. Er bestaan echter wel constructies om een penseel vrij te laten hangen. De penselen worden ook het best op hun kop, in een jampotje bijvoorbeeld, bewaard.
Bijzonder ongunstig is het om penselen op hun haren in water of terpentine te laten staan. De haren gaan daardoor uit elkaar wijken en het penseel is dan niet meer goed bruikbaar. Beter is het om het penseel uit te spoelen en daarna nat neer te leggen.

## Materiaal
Penselen verschillen in het materiaal waarvan ze gemaakt zijn en in de vorm waarin de haren geplaatst zijn. De gebruikte haarsoorten zijn:
- dassenhaar
- eekhoornhaar
- kunstvezel
- marterhaar ( roodmarter / kolinskymarter)
- runderhaar
- kamelenhaar

Moderne penselen van kunstvezel zijn duurzamer dan de traditionele harenpenselen. Bovendien zijn ze aanzienlijk goedkoper. Hielden de eerste kunstvezelpenselen weinig verf vast, tegenwoordig (2004) wordt kunststof door vele schilders hoog gewaardeerd. Marterhaar en eekhoornhaar zijn de duurste haarsoorten die voor penselen worden toegepast. Het voordeel van deze zachte soorten is dat de verf als die voorzichtig wordt opgebracht zich niet vermengt met onderliggende, nog natte verflagen.
Een vuistregel die doorgaans goed toepasbaar is, is om voor olieverf natuurlijke penselen te gebruiken en voor acryl kunstvezelpenselen.

## Vorm
De vorm van de penselen kan zijn:
- rond (lang dan wel kort)
- plat (ook lang of kort (ook wel "Carré" genoemd))
- kattentong
- waaier
- hoekig plat
- plat afgerond
- zwaard
- mantel
- kam

Ronde penselen worden gebruikt om dunne verf in lijnen op te brengen. De langste en dunste ronde penselen worden sleper genoemd. Daarmee kunnen zeer vloeiende lijnen op een schilderij worden aangebracht. Platte penselen of kattentongpenselen worden gebruikt om vlakken op te vullen, of om losse toetsen aan te brengen. De zijkant van een plat penseel kan ook gebruikt worden om lijnen neer te zetten. Een waaierpenseel is geschikt om een zeer dunne laag op te brengen, maar dat kan ook met een breed plat penseel gebeuren. Ook worden deze penselen gebruikt om te dassen, de verschillende kleuren op het schilderij voorzichtig in elkaar te laten overlopen.

## Afmetingen
De afmeting van een penseel wordt aangegeven door een getal op de steel. Hoe groter dat getal, des te dikker het penseel. Vaak wordt de diameter van het penseel aangegeven in millimeter, maar deze aanduiding kan verschillen per fabrikant. De dunste aquarelpenselen worden aangeduid met 000.